# Holabikonda, Hirekerur
Holabikonda là một làng thuộc tehsil Hirekerur, huyện Haveri, bang Karnataka, Ấn Độ.